# Cherry Jones
Cherry Crysta Jones (21 de novembro de 1956, Paris, Tennessee) é uma atriz norte-americana, vencedora dos prêmios Tony Award e Emmy Award.

## Biografia
Jones é conhecida principalmente por seus trabalhos nos palcos, especialmente por suas atuações que lhe renderam o prêmio Tony Award de protagonista nas peças The Heiress, produzida em 1995 no Lincoln Center, e Doubt, peça de John Patrick Shanley que estreou em 2005 no teatro Walter Kerr.
Outras de suas atuações na Broadway incluem as peças Imaginary Friends, de Nora Ephron; Angels in America; Perestroika, remake de 2000 da peça A Moon for the Misbegotten; e Our Country's Good, de Timberlake Wertenbaker, pela qual ela ganhou sua primeira indicação ao prêmio Tony. Ela é considerada como uma das melhores atrizes de teatro dos EUA.
Recentemente, Jones se aventurou trabalhando na indústria de filmes, em papéis secundários, na maioria das vezes. Seus créditos no cinema incluem Cradle Will Rock, Mar em Fúria, Doze Homens e Outro Segredo, Sinais e A Vila.
Já na televisão, ela entra no elenco regular da série 24 Horas, no papel da Presidente dos EUA, Allison Taylor, uma das personagens principais.
Cherry Jones participou da segunda temporada de "The Handmaid's Tale", como a mãe da protagonista June / Offred (Elisabeth Moss). Por esta participação, venceu o Emmy de Melhor Atriz Convidada em Série Dramática.
Jones é abertamente homossexual, tendo tido uma relação com a atriz Sarah Paulson.